# UGC 2069
PGC 9852 = UGC 2069 ist eine Spiralgalaxie vom Hubble-Typ SAB(s)d im Sternbild Perseus am Nordsternhimmel. Sie ist schätzungsweise 196 Millionen Lichtjahre von der Milchstraße entfernt. Gemeinsam mit UGC 2055, UGC 2065 UGC 2067 bildet sie die Galaxiengruppe "LGG 65".

## UGC 2069-Gruppe (LGG 65)
| Galaxie  | Alternativname | Entfernung/Mio. Lj |
| -------- | -------------- | ------------------ |
| PGC 9852 | UGC 2069       | 196                |
| UGC 2055 | PGC 9814       | 174                |
| UGC 2065 | PGC 9834       | 179                |
| UGC 2067 | PGC 9841       | 180                |